# Westcott Barton
Pour les articles homonymes, voir Westcott et Barton.
Westcott Barton est un village et une paroisse civile de l'Oxfordshire, en Angleterre.